# ATP German Open 1994
Il German Open 1994 è stato un torneo di tennis giocato sulla terra rossa. È stata l'88ª edizione del Torneo di Amburgo, che fa parte della categoria ATP Super 9 nell'ambito dell'ATP Tour 1994. Si è giocato al Rothenbaum Tennis Center di Amburgo in Germania, dal 2 al 9 maggio 1994.

## Campioni

### Singolare
Andrij Medvedjev ha battuto in finale  Evgenij Kafel'nikov con il punteggio di 6–4, 6–4, 3–6, 6–3.

### Doppio
Scott Melville /  Piet Norval hanno battuto in finale  Henrik Holm /  Anders Järryd con il punteggio di 7–6, 6–3.